# アレクサンテリン通り
アレクサンテリン通り（アレクサンテリンどおり）またはアレクサンテリンカトゥ（フィンランド語: Aleksanterinkatu）は、フィンランドにある通りである。アレクサンダー通り (Alexander Street)、アレクサンテリ通り、アレクサンドル通りとも。アレクシ (Aleksi) と通称される。

## 概要

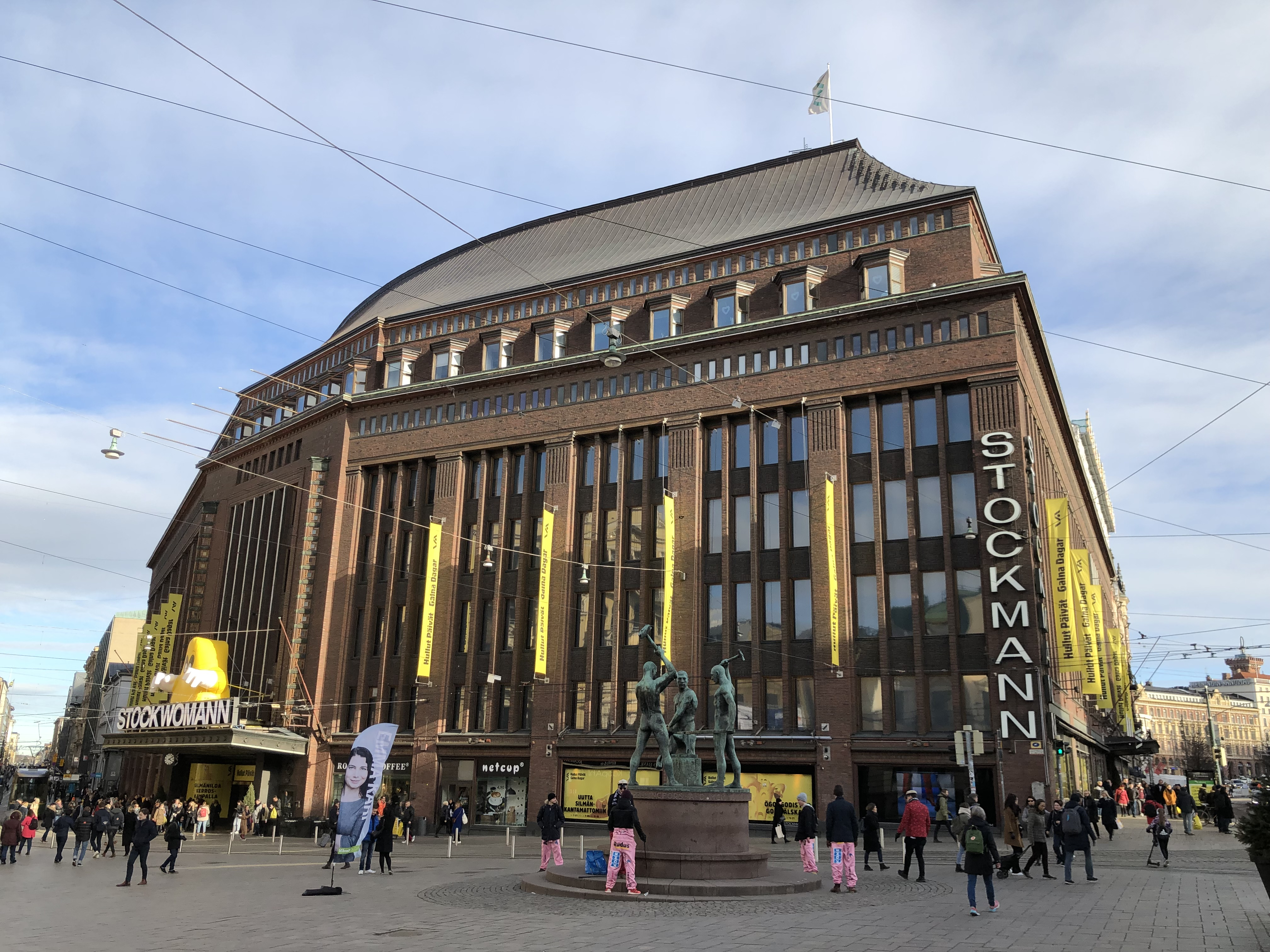
ストックマン百貨店

ヘルシンキの中心部を東西に走る大通りである。通りの東端は、ポフヨイスランタ通り (fi:Pohjoisranta (Helsinki)) の近くにある Meritullintori 付近である。通りの西端は、マンネルヘイム通り (fi:Mannerheimintie (Helsinki)) と交差する地点であり、その付近の広場には、3人の鍛冶屋像がある。中央部は、元老院広場の南端に沿っており、広場の北側には、ヘルシンキ大聖堂がある。ヘルシンキ・トラムが通りを走っている。

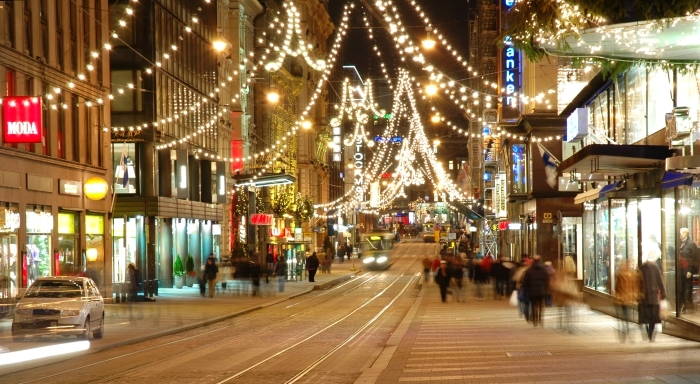
クリスマス期

通りは、1800年代にカール・ルドヴィク・エンゲル (en:Carl Ludvig Engel) によって設計された。通りの東部は、スウェーデンの統治時代には Suurkatu（大通り）と呼ばれ、後に Kuninkaankatu（王様通り）と呼ばれた。1833年に、ロシア皇帝のアレクサンドル1世にちなんで、現在の名称が付けられた。1949年、ヘルシンキ市の公式のクリスマス・ストリートとなる。

## 施設

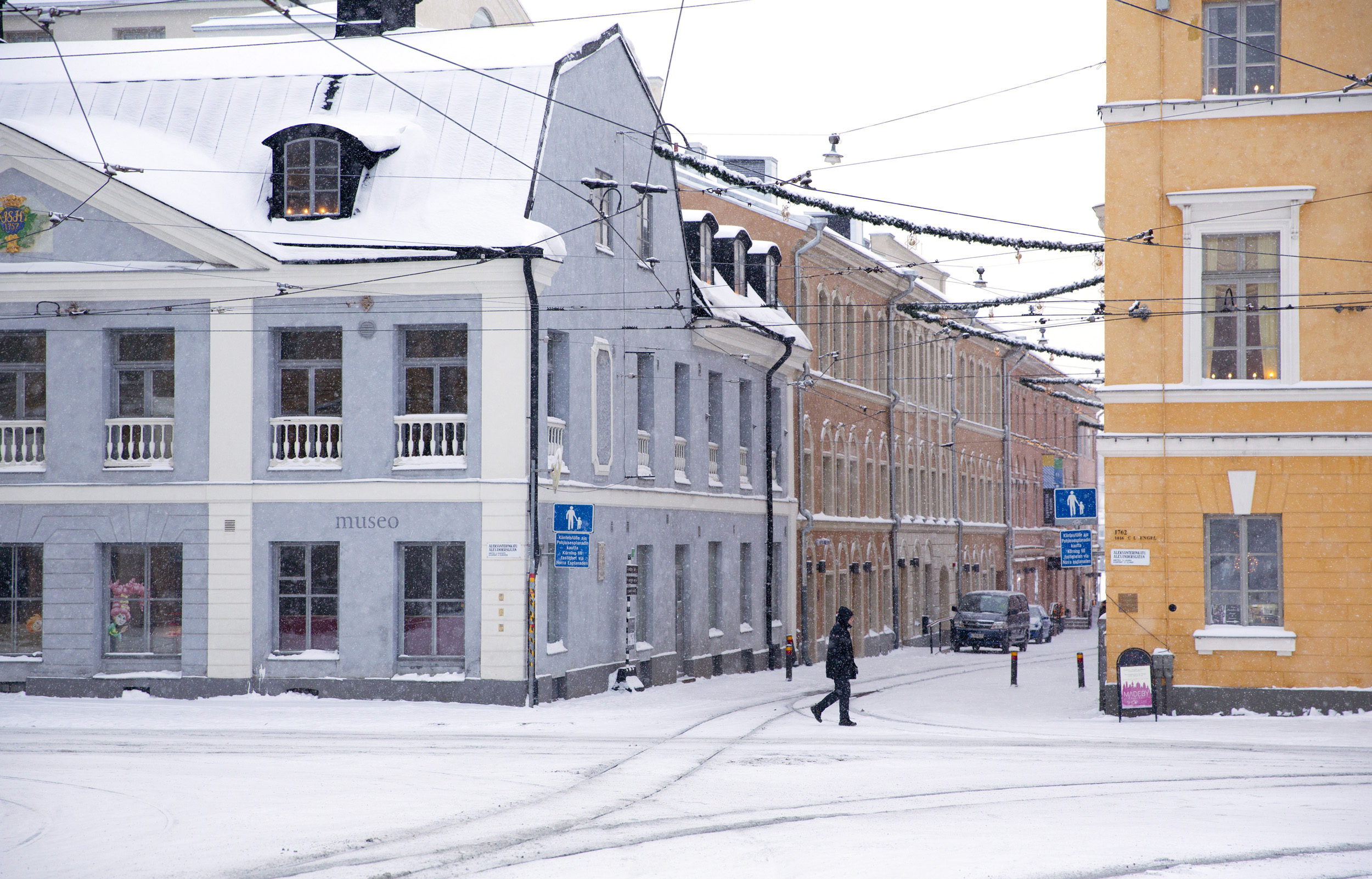
市立博物館

1番地には、幼稚園 (Päiväkoti Aleksi) がある。4番地には、雇用経済省 (en:Ministry of Economic Affairs and Employment (Finland)) がある。7番地には、環境省 (en:Ministry of the Environment (Finland)) がある。11番地には、バーガーキングがある。
13番地には、アレクシ13 (fi:Aleksi 13) がある。16番地には、ヘルシンキ市立博物館 (fi:Helsingin kaupunginmuseo) がある。21番地には、ヴァイキングレストラン・ハラルド (fi:Harald (restaurant)) がある。26番地には、カフェ・エンゲル (Café Engel) があり、店名は、建築家カール・ルドヴィク・エンゲルに由来する。

30番地には、ノルデア銀行がある。36番地には、ミナパリッカ (fi:Minna Parikka) がある。44番地には、ポホヨラ・オフィスビル (fi:Pohjolan toimitalo) がある。48A番地には、政府エネルギー供給機関 (fi:Huoltovarmuuskeskus) がある。50番地には、マリメッコがある。52番地には、ストックマン・ヘルシンキ百貨店がある。